# Tim Flannery

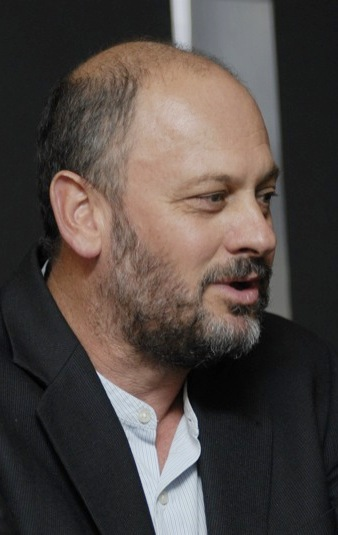
Tim Flannery

Tim Flannery, eigentlich Timothy Fridjof Flannery (* 28. Januar 1956 in Melbourne), ist ein australischer Biologe und Zoologe. Bekannt wurde er durch seine Sachbücher, zu denen unter anderem The Future Eaters, The Feral Future und Throwim Way Leg gehören. Er hat sich unter anderem sehr kritisch mit der Auswirkung von invasiven Neobiota auf das Ökosystem Australiens auseinandergesetzt.

## Leben
Tim Flannery hatte bisher eine Reihe bedeutender und teils auch einflussreicher wissenschaftlicher Posten inne. Dazu zählen Principal Research Scientist am Australian Museum, Visiting Chair in Australian Studies an der Harvard University und Berater in ökologischen Fragen für das Australische Parlament. Außerdem war er Direktor des South Australian Museum.
Für sein Buch Wir Wettermacher erhielt Tim Flannery im Jahre 2006 den internationalen Corine-Futurepreis sowie den von der Zeitschrift bild der wissenschaft vergebenen Preis Wissensbuch des Jahres.
Am 25. Januar 2007 wurde Tim Flannery zum Australier des Jahres ernannt und im Mai desselben Jahres in den World Future Council als Ratsmitglied berufen.

## Werke, in deutscher Übersetzung
- 2003: Dschungelpfade – Abenteuerliche Reisen durch Papua-Neuguinea. Piper Verlag, München, ISBN 3-492-23896-3
  - Ewige Pioniere – Eine Naturgeschichte Nordamerikas und seiner Bewohner in fünf Akten. Deutsch von Frauke Czwikla und Sabine Dörlemann. Dörlemann Verlag, Zürich, ISBN 3-908777-03-8 (Tb. 2007, ISBN 978-3-596-17258-0)
- 2007: Wir Wettermacher – Wie die Menschen das Klima verändern und was das für unser Leben bedeutet. S. Fischer Verlag, Frankfurt/Main, ISBN 3-10-021109-X. Fischer Taschenbuch, ISBN 978-3-596-17221-4
  - Wir Klimakiller – Wie wir die Erde retten können. Fischer Taschenbuch, Frankfurt/Main, ISBN 978-3-596-85248-2
- 2011: Auf Gedeih und Verderb – Die Erde und wir: Geschichte und Zukunft einer besonderen Beziehung. S. Fischer Verlag, Frankfurt/Main, ISBN 978-3-7632-6482-7
- 2013: Im Reich der Inseln – Meine Suche nach unentdeckten Arten und andere Abenteuer im Südpazifik. S. Fischer Verlag, Frankfurt/Main, ISBN 978-3-10-021116-3
- 2015: Die Klimawende. Wie wir mit neuen Technologien unsere Atmosphäre retten. Fischer, Frankfurt, ISBN 978-3-596-03378-2
- 2019: Europa – Die ersten 100 Millionen Jahre. Insel, ISBN 978-3-458-17822-4

Flannery hat mehr als 27 Bücher veröffentlicht.